# Olio essenziale di pino
L'olio essenziale di pino è un olio essenziale ottenuto dalla distillazione in corrente di vapore di aghi, rami e pigne da una varietà di specie di pini, in particolar modo del pino silvestre.
Viene usato nell'aromaterapia, come profumo negli oli da bagno, come prodotto di pulizie come lubrificante in strumenti di orologeria di piccole dimensioni. È naturalmente deodorante ed antibatterico. Può anche essere utilizzato variamente come disinfettante, olio per massaggi ed antisettico. Viene anche usato come erbicida organico, data la sua capacità di modificare la cuticola cerosa delle piante, provocandone la disidratazione.
L'olio di pino si distingue dagli altri prodotti ottenuti dal pino come la trementina, il punto di ebollizione più basso della distillazione della linfa del pino e la colofonia, il catrame che rimane dopo la distillazione della trementina.
Chimicamente, l'olio di pino consiste principalmente di alcoli terpeni ciclici. Esso può anche contenere idrocarburi terpenici, eteri ed esteri. L'esatta composizione dipende da vari fattori come la varietà di pino dal quale è stato estratto e le parti dell'albero utilizzate.